# Ricardo Barroso Agramont
Ricardo Barroso Agramont (La Paz, Baja California Sur; 29 de febrero de 1980) es un abogado y político mexicano, miembro del Partido Revolucionario Institucional. En 2012 fue elegido Senador de la República por el estado de Baja California Sur. 
Nació en La Paz, Baja California Sur el 29 de febrero de 1980. Es Licenciado en Derecho por la Universidad Autónoma de Baja California Sur y tiene un Diplomado en Políticas Públicas para el Desarrollo de México, en la Universidad  de Harvard. Contendió dos veces por la gubernatura de Baja California Sur por el Partido Revolucionario Institucional.

## Familia
Su familia la integran sus padres Pedro Barroso Lozada y Carmen Agramont Salgado, así como sus hermanos Pedro y Rodrigo Barroso Agramont. Contrajo matrimonio en 2011 con Angelina Mendoza Arnaut, con quien ha procreado dos hijos: Ricardo y María Angelina.
Su abuelo materno, Félix Agramont Cota fue Jefe del Territorio de Baja California Sur, así como el primer Gobernador del estado, quien convocó a las primeras elecciones ordinarias en esa entidad.

## Formación profesional
Se graduó de la Universidad Autónoma de Baja California Sur (UABCS) como licenciado en Derecho. 

## Trayectoria
Desde joven ingresó a la vida política del estado de Baja California Sur, al ocupar diversos cargos dentro del Partido Revolucionario Institucional, como el de Secretario de Organización del Frente Juvenil Revolucionario (FJR), teniendo la misma responsabilidad en el Comité Directivo Estatal del PRI.
En 2009 fue candidato suplente a diputado federal y posteriormente fue elegido Presidente del Comité Directivo Estatal del Partido Revolucionario Institucional en Baja California Sur. 
En 2011, con solo 30 años de edad, fue candidato a Gobernador de Baja California Sur, elección en la que los resultados no le favorecieron. Ha sido el candidato a Gobernador más joven en la historia. Posteriormente fue designado como Delegado General del Comité Ejecutivo Nacional del PRI en Baja California Sur. 
En 2012 obtuvo la postulación como candidato a Senador de la República por la primera fórmula, en la cual resultó ganador con una votación histórica en la entidad.
En el Senado de la República preside la Comisión de Marina, además integra las Comisiones de Justicia, del Medio Ambiente y de Puntos Constitucionales. A través de éstas, ha legislado en temas relacionados los derechos laborales de las madres trabajadoras, la disminución de impuestos en la exportación de mariscos de Baja California Sur, la modernización de los sistemas de Marina Armada y Marina Mercante, entre otros temas.

Además de cumplir con sus labores legislativas, Ricardo Barroso Agramont de 2013 a 2015 se desempeñó como dirigente estatal de la Confederación Nacional de Organizaciones Populares (CNOP) en Baja California Sur.
Tras el impacto del huracán Odile en Baja California Sur, fue un gestor de recursos del Gobierno Federal, que se implementaron para la reconstrucción de infraestructura dañada, así como créditos, apoyos y condonaciones para la reactivación económica del Estado.
El 23 de enero de 2015, posterior a su solicitud de licencia en el Senado de la República, se registró como candidato de unidad por el PRI a la gubernatura de Baja California Sur. El 7 de junio se llevó a cabo la elección, donde lo resultados electorales no le favorecieron.
El 16 de agosto de 2015 se reincorporó a las actividades del Senado de la República.
Hasta el 30 de agosto de 2018, donde terminó su encargo como senador de la República.
Fue impulsor de la alianza PAN-PRI en BCS para los comicios de 2021 siendo él contendiente por la Presidencia Municipal de La Paz bajo la siglas de la Alianza Unidos Contigo conformada por el PRI-PAN-PRD-PRS y Humanista resultando no favorecido con el voto popular en las elecciones del 6 de junio de 2021.
| Predecesor: Rodimiro Amaya Téllez             | candidato a gobernador por el estado de Baja California Sur por el Partido Revolucionario Institucional 2011 y 2015 {{{período}}} | Sucesor: Francisco Pelayo Covarrubias |
| Predecesor: Francisco Javier Obregón Espinoza | Senador del Senado de México por Baja California Sur 2012-2018 {{{período2}}}                                                     | Sucesor: En el cargo                  |